# Izjaslav
Izjaslav (in ucraino Ізяслав?), anticamente Zaslavia (in ucraino Заслав?, Zaslav), è una città  dell'Ucraina (15 296 abitanti) situata nel distretto di Šepetivka, nell'Oblast' di Chmel'nyc'kyj. Ospita l'amministrazione della comunità territoriale di Izjaslav, una delle comunità territoriali dell'Ucraina.
Fino al 18 luglio 2020 Izjaslav è stata il centro amministrativo del distretto di Izjaslav, abolito come parte della riforma amministrativa dell'Ucraina, che ha ridotto a tre il numero dei distretti dell'oblast' di Chmel'nyc'kyj. L'area del distretto di Izjaslav è stata fusa nel distretto di Šepetivka.
Questa città è situata nella regione storica della Volinia, a 127 km a sud-est di Luc'k lungo le rive del fiume Horyn'. 
Dal 1792 al 1795 fu capoluogo della Gubernija della Volinia.